# Achyroseris
Achyroseris là một chi thực vật có hoa trong họ Cúc (Asteraceae).

## Loài
Chi Achyroseris gồm các loài: